# Liste der Monuments historiques in Le Meix-Tiercelin
Die Liste der Monuments historiques in Le Meix-Tiercelin führt die Monuments historiques in der französischen Gemeinde Le Meix-Tiercelin auf.

## Liste der Immobilien
| Bezeichnung       | Beschreibung           | Standort              | Kennzeichnung | Schutzstatus | Datum | Bild           |
| ----------------- | ---------------------- | --------------------- | ------------- | ------------ | ----- | -------------- |
| Kirche St-Quentin | ab dem 12. Jahrhundert | Rue de Domprot (Lage) | PA00078744    | Inscrit      | 1928  | weitere Bilder |

## Liste der Objekte
| Bezeichnung                 | Beschreibung                                                                    | Standort                        | Kennzeichnung | Schutzstatus | Datum | Bild |
| --------------------------- | ------------------------------------------------------------------------------- | ------------------------------- | ------------- | ------------ | ----- | ---- |
| Marienaltar                 | rechter Seitenaltar; Holz, Stuck, farbig gefasst und vergoldet, 18. Jahrhundert | in der Kirche St-Quentin (Lage) | PM51003471    | Inscrit      | 2003  |      |
| Taufbecken                  | Stein, Holzdeckel, 17. Jahrhundert                                              | in der Kirche St-Quentin (Lage) | PM51002315    | Inscrit      | 1975  |      |
| Skulptur Heiliger Quintinus | Holz, farbig gefasst, 17. Jahrhundert                                           | in der Kirche St-Quentin (Lage) | PM51002316    | Inscrit      | 1975  |      |
| Triumphbogen                | Holz, 16. Jahrhundert                                                           | in der Kirche St-Quentin (Lage) | PM51003472    | Inscrit      | 2003  |      |